# جیمی همیلتون (ورزشکار)
جیمی همیلتون (انگلیسی: Jamie Hamilton; ۱۵ نوامبر ۱۹۰۰ – ۲۴ مهٔ ۱۹۸۸) قایقران روئینگ، و ناشر اهل بریتانیا بود.